# Враги сожгли родную хату
Враги́ сожгли́ родну́ю ха́ту... (на български: Враговете изгориха родната му колиба...) e съветска песен. Автор на музиката е Матвей Блантер, автор на текста е Михаил Исаковски. Получава широка популярност в изпълнението на Марк Бернес, а по-късно влиза в репертоара на много известни изпълнители. Една от най-популярните песни за Великата отечествена война, пропита с остро драматично и трагично настроение. Песента описва ситуацията на войник, който се връща у дома от войната. Но къщата е опожарена, а съпругата му е умряла. В текста е вграден пронизителен монолог на войник над гроба на съпругата му, изграден като негов призив към нея.

## История на създаване
Исаковски пише стихотворението „Враговете изгориха собствената му колиба ...“ („Прасковя“) през 1945 г. Публикуван е за първи път в сп. „Знамя“ през 1946 г. (бр. № 7):
| „ | Враги сожгли родную хату, Сгубили всю его семью. Куда ж теперь идти солдату, Кому нести печаль свою?.. | “ |

Стихотворението привлича вниманието на Александър Твардовски , който съветва Блантер да го напише на музика. Първоначално тази идея не намира разбирателство при Исаковски (той смята стихотворението му за твърде дълго за песен), но Блантер успява да го убеди и скоро композира музика. Скоро тя прозвучава по радиото в изпълнение на Владимир Нечаев, но веднага е забранена за по-нататъшно изпълнение. Исаковски по-късно казва:
| „ | Редакторите – литературни и музикални – нямаха основание да ме обвиняват в каквото и да било. Но по някаква причина много от тях бяха убедени, че Победата изключва трагичните песни, сякаш войната не е донесла ужасна скръб на хората. Беше някаква психоза, мания. Като цяло не лоши хора, те, без да кажат дума, се отклониха от песента. Дори имаше един – слушаше, плака, изтри сълзите си и каза: „Не, не можем.“ Какво не можем да направим? Не плачи? Оказва се, че няма как да пропуснем песента по радиото. | “ |

Стихотворението е критикувано „за разпространение на песимистични настроения“ и в продължение на много години песента изчезва от репертоара на официалната съветска сцена.

## „Второ раждане“
Възможно е песента да остане забранена, но през 1960 г. Марк Бернес поема риска да я изпълни на голям групов концерт. След финалните думи публиката бурно аплодира певеца. Песента „отиде при хората“. През 1965 г. на Синята светлина маршал Василий Чуйков иска да изпълни тази песен, като по този начин я „покрива“ с името си. Много изпълнители започват да записват песента, но версията на Бернес е най-разпознаваема, превръщайки се в една от „визитните картички“ на певеца.
Много известни литературни критици, писатели, поети приписват стихотворението и песента „Враговете изгориха родната му колиба ...“ до височините на домашната военна лирика, отбелязвайки крайната трагедия на ситуацията. В подобен дух, по-специално, Александър Твардовски, Евгений Евтушенко, Лев Анински говорят в подобен дух.

## В културата
Във филма на Владимир Хотиненко „Огледало за герой“ един от героите, бивш танкист и ослепял във войната, когато за първи път чу тази песен, казва: „Знаех, че такава песен трябва да бъде ... сълза от несбъднати надежди ... Става въпрос за мен ... “.
В книгата с мемоари „Осколки от огледало“ М. А. Тарковская (дъщеря на поета и сестра на режисьора ) описва подробно впечатлението от слушането на песента в изпълнение на бард (в началото на 50-те години).
Последният стих взривява всичко познато, заседнало в главата от безкрайно повторение, унищожава армейската бодрост, напомня, че освен „съветския патриотизъм“ в света има любов и страдание: Войникът мълчеше, сълза се търкулна, Сълза от несбъднати надежди,:
| „ | Молчал солдат, слеза катилась, Слеза несбывшихся надежд, А на груди его светилась Медаль за город Будапешт. | “ |